# Dara Shikoh

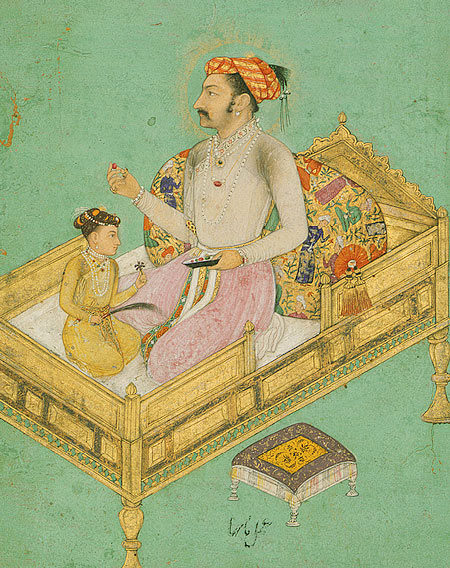
Sha Yaján con su hijo Dara Shikoh, en un álbum realizado para Sha Yaján, hacia 1620.

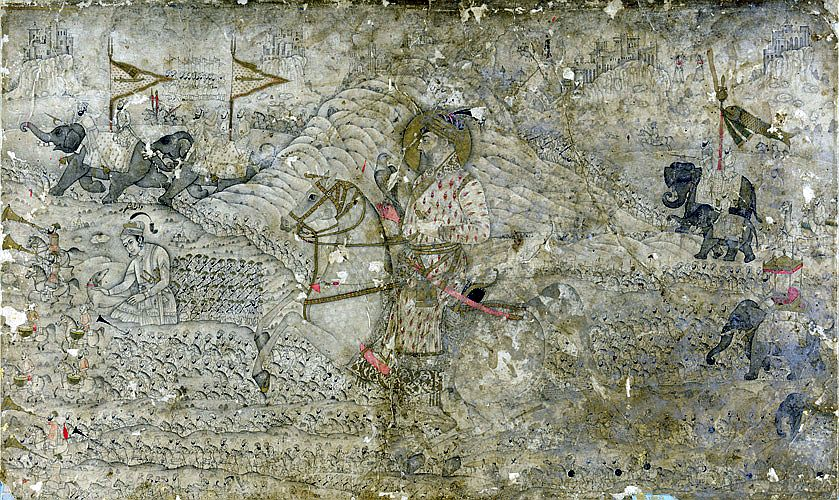
Sha Yaján y su hijo Dara Shikoh.

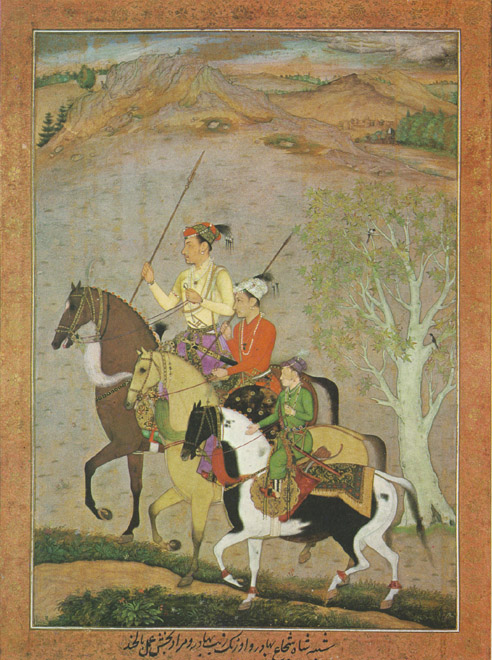
Los hermanos de Dara (de izquierda a derecha) Sha Shuja, Aurangzeb y Murad Baksh en sus años mozos, hacia 1637.

Dara Shikoh (20 de marzo de 1615-30 de agosto de 1659) fue el hijo mayor y heredero aparente del emperador mogol Sha Yaján y su esposa Mumtaz Mahal (quien sería la inspiración del monumento Taj Mahal).
- شكوه دارا en idioma persa
- Etimología: 
  - ‘el poseedor de gloria’ (siendo dara: ‘poseedor’ y shukoh o shikoh: ‘gloria’) o
  - ‘la gloria de Darío’ o
  - ‘Darío el Magnífico’.

Fue favorecido como sucesor por su padre y su hermana Jahanara Begum, pero fue derrotado por su hermano menor Aurangzeb (1618-1707) en una amarga lucha por el trono del imperio.
Cómo hubiera sido el curso de la historia de la India si Dara hubiera prevalecido sobre Aurangazeb ha sido motivo de conjeturas entre los historiadores.

## Lucha por la sucesión, y muerte
El 6 de septiembre de 1657, la enfermedad del emperador Sha Yaján desencadenó una lucha desesperada por el poder entre los cuatro príncipes mogoles, aunque sólo Dara Shikoh y Aurangzeb tenían oportunidad de salir victoriosos.
El hermano Sha Shuja fue el primero en hacer su movimiento: se declaró emperador de Bengala y marchó hacia Agra, mientras que el otro hermano, Murad Baksh, se alió con Aurangzeb.
A pesar de un fuerte apoyo de Sha Yaján, quien se había recuperado lo suficiente de su enfermedad como para seguir siendo un factor importante en la lucha por la supremacía, y la victoria de su ejército —liderado por su hijo mayor Sulaiman Shikoh— contra Sha Shuja en la batalla de Bahadurpur el 14 de febrero de 1658, Dara Shikoh finalmente fue derrotado por Aurangzeb y Murad en el campo de batalla de Samugarh, a 13 km de Agra, el 30 de mayo de 1658. El 8 de junio de 1658, Aurangzeb tomó la fortaleza de Agra y depuso a su padre, el emperador Sha Yaján.
Después de la derrota, Dara Shikoh se retiró desde Agra hasta Delhi y de allí hasta Lahore. Su siguiente destino fue Multán y luego Thatta (en Sindh). Desde Sindh, cruzó el Rann de Kach y alcanzó Kathiawar, donde conoció a Sha Nawaz Khan, el gobernador de la provincia de Gujarat, quien le ofreció su apoyo económico y le ayudó a reclutar un nuevo ejército.
Dara Shikoh ocupó Surat y avanzó hasta Ajmer. Frustrado en sus esperanzas de unir a su causa a Majarash Jaswant Singh de Marwar —el señor feudal de Rajput, voluble pero poderoso—, el infortunado Dara Shikoh decidió enfrentar a los implacables perseguidores enviados por Aurangzeb, pero fue una vez más derrotado en la batalla de Deorai (cerca de Ajmer) el 11 de marzo de 1659. Después de esta derrota huyó a Sindh y buscó refugio en Jiwan Malik, un jefe de Baluchistán, cuya vida había salvado en más de una ocasión el príncipe Dara Shikoh de la ira volátil del emperador Sha Yaján.
Sin embargo, Malik traicionó a Dara Shikoh y el 10 de junio de 1659 lo entregó (junto con su segundo hijo Sipihr Shikoh) al ejército de Aurangzeb.
Dara Shikoh fue llevado a Nueva Delhi, colocado sobre un elefante sucio y desfiló encadenado por las calles de la capital.

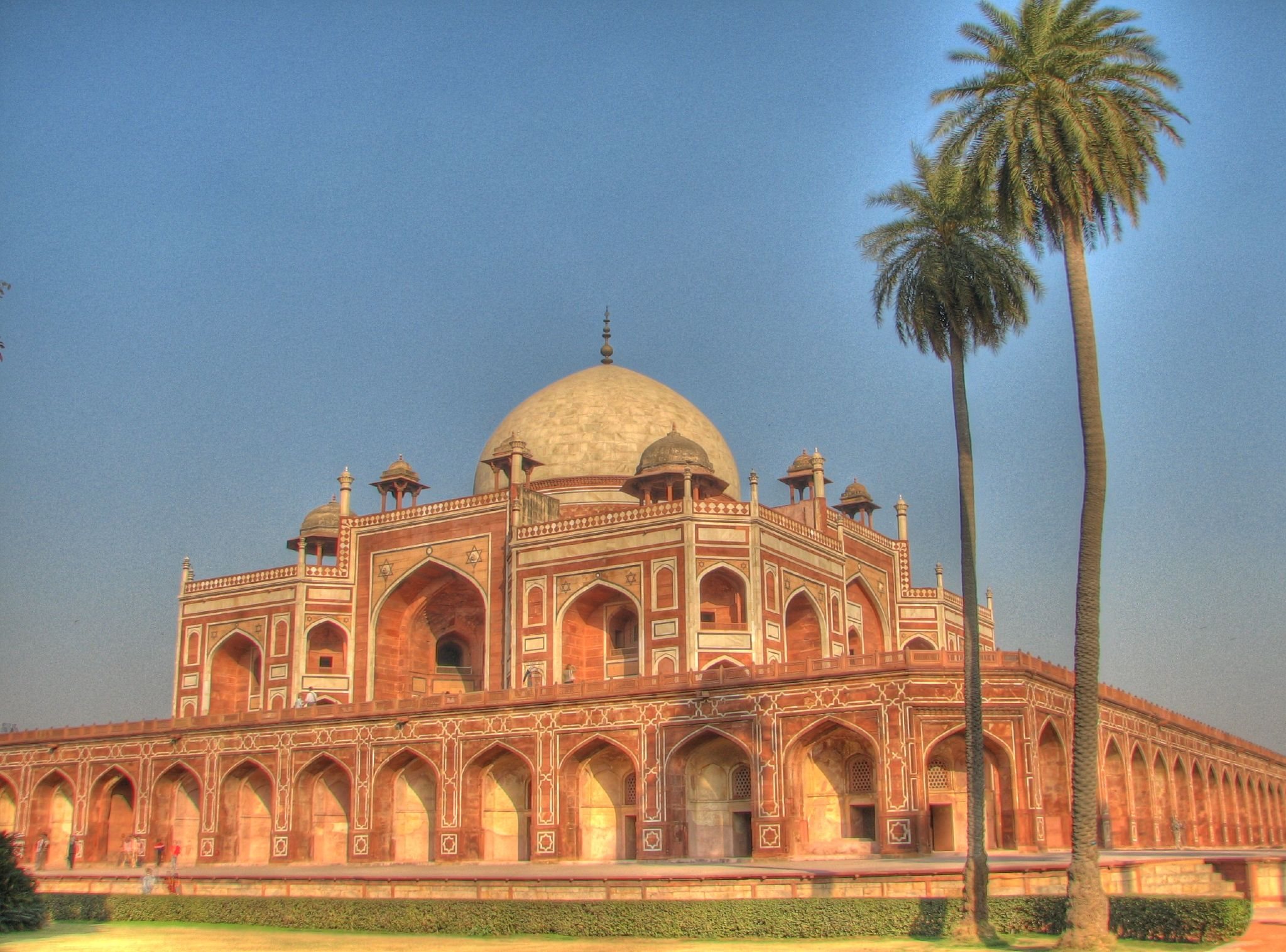
Tumba de Humayun, donde fue enterrado Dara Shikoh en una tumba no identificada.

El destino de Dara Shikoh quedó decidido por la amenaza política que representaba este príncipe popular entre la gente común.
Una asamblea de nobles y clérigos musulmanes, convocados por Aurangzeb lo declaró una amenaza para la paz pública y un apóstata del islam.
Fue asesinado por sicarios en la noche del 30 de agosto de 1659.

## Obras
- Majma-ul-bahrain Or The Mingling Of The Two Oceans, Adam Publishers & Distributors. ISBN 81-7435-461-1.[10]
- MAJMA' UL BAHARAIN or The Mingling Of Two Oceans, by Prince Muhammad Dara Shikuh, Edited in the Original Persian with English Translation, notes & variants by M.Mahfuz-ul-Haq, published by The Asiatic Society, Kolkata, Bibliotheca Indica Series no. 246, 1st. published 1929, 4th Reprinted Edition JULY 2007, price: Rs.150.00 / $15.